# Yuanzhongchang (ort i Kina, Hubei Sheng, lat 30,15, long 115,37)
Yuanzhongchang är en ort i Kina. Den ligger i provinsen Hubei, i den centrala delen av landet, omkring 120 kilometer sydost om provinshuvudstaden Wuhan. Antalet invånare är 393. Befolkningen består av 208 kvinnor och 185 män. Barn under 15 år utgör 21,0 %, vuxna 15-64 år 66 %, och äldre över 65 år 11,0 %.
Runt Yuanzhongchang är det tätbefolkat, med 613 invånare per kvadratkilometer. Närmaste större samhälle är Zoumaling, 8,6 km nordost om Yuanzhongchang. Trakten runt Yuanzhongchang består till största delen av jordbruksmark.
Genomsnittlig årsnederbörd är 1 963 millimeter. Den regnigaste månaden är maj, med i genomsnitt 276 mm nederbörd, och den torraste är januari, med 55 mm nederbörd.